# The Gates Mixed Plate
The Gates Mixed Plate è il decimo album in studio del rapper statunitense Tech N9ne, pubblicato nel 2010. Si tratta del terzo album della serie Collabos.

## Tracce
1. Ms. Walker / Brooklyn Martino (Intro) – 0:16
2. O.G. – 3:17
3. F U Pay Me (featuring Krizz Kaliko & Makzilla) – 3:59
4. Gamer (featuring Kutt Calhoun & Krizz Kaliko) – 4:13
5. Jumpin' Jax (featuring Stevie Stone, Krizz Kaliko & Bishop Young Don) – 4:58
6. Keep It One Hunit (featuring Big Scoob, Glasses Malone & Irv Da Phenom) – 4:12
7. Pow Pow (featuring Kutt Calhoun, Mon. E.G. The Ghostwriter, Riv Locc & Tay Diggs) – 5:17
8. Harvey Dent – 2:49
9. Tony G (Intro) – 0:13
10. What's Next (featuring Craig Smith, Krizz Kaliko & Oobergeek) – 4:11
11. Afterparty (featuring Kutt Calhoun & Devin the Dude) – 4:09
12. Too Many Girls (featuring Krizz Kaliko & Sundae) – 4:22
13. Pu Wah Wah (interpretata da 816 Boyz) – 4:20
14. Sean Tyler (Intro) – 0:13
15. KC Tea (featuring Krizz Kaliko) – 4:02
16. JT Quick (Intro) – 0:23
17. Oh You Didn't Know (featuring Irv Da Phenom & The Popper) – 4:13
18. Far Out (featuring J.L. of B. Hood, P.R.E.A.C.H. & Stevie Stone) – 4:38
19. Paper with Brian B Shynin (Intro) (featuring Jay Rock, Joe Vertigo & Krizz Kaliko) – 4:02
20. Loud (featuring Alan Wayne tha Pradagy, Bizzy & Irv Da Phenom) – 4:50
21. Need More Angels with Prayer by Brother K.T. (featuring Irv Da Phenom) – 4:52
22. Doin' It (Bonus Track) (featuring Chillest Illest, OME & Yukmouth) – 3:41